# Rudolf Wolfgang Müller
Rudolf Wolfgang Müller (* 19. Oktober 1934 in Kōbe, Japan; † 6. Oktober 2017) war ein deutscher Politikwissenschaftler, der überwiegend über soziologische Themen geforscht und publiziert hat.

## Leben und Werk
Müller wuchs als ältestes von drei Kindern bis zu seinem zwölften Lebensjahr im japanischen Kobe auf. Wie fast alle in Japan lebenden Deutschen wurde die Familie auf Anordnung des SCAP 1947 zwangsweise repatriiert. Zunächst gelangte man in ein Lager nach Planegg.
Nach dem Abitur 1954 am Eberhard-Ludwigs-Gymnasium in Stuttgart begann Müller eine Schlosserlehre, die er aber nach drei Monaten abbrach. Von 1954 bis 1963 studierte er Latein, Griechisch und Geschichte an der Universität München, der FU Berlin und der Universität Tübingen. An der FU Berlin promovierte er 1964 zum Dr. phil. und war ebendort von 1965 bis 1974 wissenschaftlicher Assistent am Fachbereich für Politische Wissenschaft.
Er habilitierte sich 1974 und wurde noch im selben Jahr Professor an der Universität Hannover. Seit 1980 hielt er sich mehrfach zu Forschungszwecken an japanischen Universitäten auf (Tokio, Daito Bunka, Osaka, Sendai). Müller wurde 2000 emeritiert. Er starb am 6. Oktober 2017 im Alter von 82 Jahren.
Seine wissenschaftliche Schwerpunkte waren:
- Europäische Rationalität seit der frühgriechischen Antike und im Kulturvergleich, speziell mit Japan, vor allem an philosophisch-grammatischen Grundkategorien wie Zeit, Raum, Aktiv/Passiv/Medium.
- Lehre: verschiedene Gebiete der Politikwissenschaft im engeren Sinne: z. B. Sozialpolitik, Geschichte der politischen Ideen (besonders der Antike und frühen Neuzeit), Gesellschaft und Politik in Japan.

Der 1970 zusammen mit Christel Neusüß verfasste Aufsatz über Die Sozialstaatsillusion prägte die Staatsableitungsdebatte der 1970er Jahre mit. Als Müllers Hauptwerk gilt seine Habilitationsschrift Geld und Geist (1977, 1981).

## Schriften (Auswahl)
- Jugenderinnerungen: Müller, Rudolf Wolfgang; Als Kind in Kobe; Freiburg 2009
- Rhetorische und syntaktische Interpunktion. Untersuchungen zur Pausenbezeichnung im antiken Latein. Phil. Dissertation. Tübingen 1964.
- mit Christel Neusüß: Die Sozialstaatsillusion und der Widerspruch von Lohnarbeit und Kapital. In: Sozialistische Politik. Nr. 6/7, Juni 1970, S. 4–67.
- Geld und Geist. Zur Entstehungsgeschichte von Identitätsbewußtsein und Rationalität seit der Antike. Campus, Frankfurt am Main/New York 1977, ISBN 978-3-593-32170-7; Zweite Auflage, Campus, Frankfurt am Main/New York 1981, ISBN 978-3-593-32859-1 (zugleich Habilitationsschrift, FU Berlin 1974).
- Chaos und Ordnung. Zentralperspektive und staatlich geordneter Raum als enttäuschte Wahrnehmungserwartungen europäischer Japan-Besucher. In: H. Kimmerle (Hrsg.): Das Andere und das Denken der Verschiedenheit. Amsterdam 1987, S. 283–314.
- Zur Entwicklung des Begriffs „Gesellschaft“ in Japan und Deutschland. Zweifel am Eurozentrismus. In: Nachrichten der Gesellschaft für Natur- und Völkerkunde Ostasiens. Nr. 143, Hamburg 1988 (1989), S. 243–276.
- Der Staat und die Stadt. Wie sich Deutschen ihr Staat im Bild von Tokyo spiegelt. In: Michael Buckmiller, Joachim Perels (Hrsg.), Opposition als Triebkraft der Demokratie. Bilanz und Perspektiven der zweiten Republik. Jürgen Seifert zum 70. Geburtstag. Offizin-Verlag, Hannover 1998, ISBN 3-930345-13-7, S. 222–235.
- Karl Löwith über den Unterschied von Orient und Okzident und japanische Probleme bei der Übernahme des europäischen Denkens. In: T. Ogawa, M. Lazarin, G. Rappe (Hrsg.): Interkulturelle Philosophie in Japan. Berlin 1998, S. 189–210.
- Rationalisierung. In: H. Cancik u. a. (Hrsg.): Handwörterbuch religionswissenschaftlicher Grundbegriffe. Band 5, Stuttgart 1998, S. 363–376.
- Gernot Böhme – Anima naturaliter Japonica. In: M. Hauskeller u. a. (Hrsg.): Naturerkenntnis und Natursein. Festschrift Gernot Böhme. Frankfurt am Main 1998, S. 323–337.
- Kommentar zum Beitrag von Christoph Deutschmann: „Theorien zur gesellschaftlichen Bedeutung des Geldes und deren Relevanz im Fall Japan“. In: A. Ernst, P. Pörtner (Hrsg.): Die Rolle des Geldes in Japans Gesellschaft. In: Wirtschaft und Politik. Hamburg 1998, S. 25–31.
- „… wenn es morgens um 6 klingelte, war es der Milchmann.“ Ernst Fraenkel und die West-Berliner Studentenbewegung 1967. In: H. Buchstein, G. Göhler (Hrsg.): Vom Sozialismus zum Pluralismus. Beiträge zu Werk und Person Ernst Fraenkels. Nomos, Baden-Baden 2000.
- Time in Language. A Universal of Grammar, Education, and Literature? In: M. P. Soulsby, J. T. Fraser (Hrsg.): Time. Perspectives at the Millennium. Westport, London 2001, S. 81–93.
- Gestalt, Reich und Mythos. Zu Kurt Singers politischer Einstellung zwischen den Weltkriegen. In: A. Eschbach, V. Eschbach-Szabo, N. Ikeda (Hrsg.): Interkulturelle Singer-Studien. Zu Leben und Werk Kurt Singers. München 2002, S. 137–160.
- The Coming Only is Sacred – Rush to the Future. Über Zeit, Geld, Zukunft heute. In: Chr. Deutschmann (Hrsg.): Die gesellschaftliche Macht des Geldes. In: Leviathan. Sonderheft 21/2002, S. 151–176.
- Capitalism (Capitalist Society) in: International Encyclopaedia of the Church. Band 1. Grand Rapids (Michigan) 2003.

- Amphibisches Leben: Aufwachsen in zwei Welten. Als deutsches Kind in Kōbe, Japan, 1934–1947: Erinnerungen und Reflexionen (2009; PDF; 7,1 MB)